# Барышев, Юрий Иванович
Барышев Юрий Иванович (27 июня 1937, Ярославль — 13 августа 2021, Ярославль) — фоторепортёр, журналист, писатель, фотокорреспондент газеты «Северный рабочий», с 1991 года — «Северный край», 1964—2000 гг., Заслуженный работник культуры России. Лауреат областной премии премии им. Л. Н. Трефолева в 1991, 2001, 2011 гг.).

## Биография
Родился Юрий Барышев в Ярославле 27 июня 1937 года. В возрасте 17 лет увлекся фотографией, одновременно с этим, в 1954 году начал публиковаться в газете «Северный рабочий». После школы поступил в Ярославский педагогический институт и закончил его в 1959 году.
Затем уехал учителем в Дагестан, где на протяжении двух с половиной лет совмещал работу учителя и журналиста, находясь в штате республиканской газеты «Дагестанская правда». После срочной службы в армии устроился фотокорреспондентом в Ярославскую областную ежедневную газету «Северный рабочий». В течение долгого времени его фотографии публиковались почти в каждом номере газеты, которая до 1990 года выходила шесть раз в неделю. Со своими фотографиями Юрий Барышев предстал на различных фотовыставках, был известен за рубежом. Заслуженный работник культуры РФ.
По счастливой случайности 19 августа 1991 года стал обладателем множества снимков о первом дне путча ГЧКП, так как оказался в Москве и стал свидетелем его начала. За своё время работы выезжал в командировки в «горячие точки» — в Чечню, Приднестровье, снимал события октября 1993 года в Москве.
Три раза был лауреатом областной премии им. Л. Н. Трефолева за достижение в области журналистики: в 1994 (премия 2-й степени) — за серию репортажей в ежедневной газете «Северный край» из «горячих точек»; 2001 год (премия 2-й степени) — за книгу «Мой взгляд на жизнь», сборник его репортажей и фотографий из газеты «Северный рабочий» (впоследствии — «Северный край»); 2011 — за книгу «Мой XX век», фотоальбом избранных работ за свой сорокалетний стаж фотожурналиста.
С 2000 по 2003 работал в автомобильной газете «Новый поворот». На протяжении нескольких лет учил ярославских студентов фотожурналистике в ЯГПУ им. К. Д. Ушинского.
Вел постоянную рубрику в газете «Северный край», которая была посвящена рыбалке. В 2006 году свет увидела его книга «Рыбалка в Ярославской области», быстро обретшая статус бестселлера среди ярославских рыболовов.
Становился лауреатом большого количества журналистских конкурсов. Награждён Почётным знаком Союза журналистов России «За заслуги перед профессиональным сообществом».